# 群ホップ代数
数学における群ホップ代数（ぐんホップだいすう、英: group Hopf algebra）は、与えられた群とその群作用の対称性に関連する、ある種の構成を言う。群ホップ代数の変形理論は量子群論において基礎を成す。

## 定義
群 G および体 k に対し、G の k 上の群ホップ代数 kG（または k[G]）は、集合として（あるいはベクトル空間として）、G を基底とする k 係数の自由線型空間であり、線型環として畳み込みと呼ばれる乗法が G の群演算を線型に拡張したもの（特に G の単位元が乗法単位元）として定義される。さらに kG に余可換ホップ代数の構造を入れるには、余乗法 Δ、余単位 ε および対蹠射 S を、それぞれ G 上の写像
{\displaystyle \Delta (x)=x\otimes x;}
{\displaystyle \epsilon (x)=1_{k};}
{\displaystyle S(x)=x^{-1}.}
を線型に拡張することによって定義すればよい。
この群ホップ代数 kG がホップ代数となるために必要な公理系を満たすことを確かめるのは容易である。このとき、kG の群的元（すなわち a ∈ kG であって Δ(a) = a ⊗ a かつ ε(a) = 1 となるもの）の全体 G(kG) がちょうど G に一致することに注意せよ。

## 群作用の対称性
群 G と位相空間 X に対し、G の X への任意の作用 α: G × X → X は準同型 φα: G → Aut(F(X)) を与える。ただし F(X) は k-値函数のなす適当な線型環、例えばゲルファント–ナイマルク環 C0(X)（無限遠で消える連続函数の環）とする。ここに、φα は φα(g) ≔ αg* で定義され、ここに現れた随伴 αg* は g ∈ G, f ∈ F(X) に対して
{\displaystyle \alpha _{g}^{*}(f)x=f(\alpha (g,x))\quad (\forall x\in X)}
で定義される。これにより、g⋅x ≔ α(g, x) と書けば、線型写像
{\displaystyle \lambda \colon kG\otimes F(X)\to F(X);}
{\displaystyle \lambda ((c_{1}g_{1}+c_{2}g_{2}+\cdots )\otimes f)(x)=c_{1}f(g_{1}\cdot x)+c_{2}f(g_{2}\cdot x)+\cdots \quad (c_{i}\in k,\,g_{i}\in G)}
が定まり、これは kG の群的元が F(X) の自己同型を生じるという性質を持つ。
λ を備えた F(X) は以下に述べるような重要な追加の構造を持つ。まず、いくつか言葉を用意する:
ホップ加群代数H をホップ代数とする。（左）ホップ H-加群代数 A とは、それ自身線型環であって、かつ線型環 H 上の（左）加群の構造を持ち、さらに h⋅1A = ε(h)1A および {\displaystyle h\cdot (ab)=(h_{(1)}\cdot a)(h_{(2)}\cdot b)\quad (\forall a,b\in A,h\in H)} を満たすものを言う。ただし、Δ(h) = h(1) ⊗ h(2) は和の記号 ∑
 を省略したスウィードラー記法である。
ホップスマッシュ積ホップ代数 H と左ホップ H-加群代数に対し、それらのスマッシュ積代数 A # H とは、テンソル積線型空間 A ⊗ H に積を {\displaystyle (a\otimes h)(b\otimes k):=a(h_{(1)}\cdot b)\otimes h_{(2)}k} から定義したもので、この文脈では a ⊗ h ではなくて a # h と書く。ホップスマッシュ積の巡回ホモロジーはすでに計算されている。スマッシュ積 A # H のことを接合積（接合積ホップ代数）A ⋊ H とも呼ぶ。
上で定義した λ により明らかに F(X) は左ホップ kG-加群代数となる。特に A = F(X) および H = kG に対するスマッシュ積代数 A # kG（簡単に A # G とも書かれる）も定義できて、この場合のスマッシュ積は
{\displaystyle (a\mathop {\#} g_{1})(b\mathop {\#} g_{2})=a(g_{1}\cdot b)\mathop {\#} g_{1}g_{2}}
のように書ける。

## 注